# Календар «Просвіти»
Календар «Просвіти» — об'єднуюча назва календарних видань товариства «Просвіта» (див. Просвіти), які друкували в 1870—1939 роках (з перервою в 1871, 1873–79, 1919, 1933–34 рр.). К."П." виходив у Львові. 
Мав назви: «Народний календарь на рік…» (1870, 1872), «Календарь „Просвіти“ на рік…» (1880), «Календар товариства „Просвіта“ на рік…» (1881–82), «Илюстрований календарь товариства „Просвіта“ на рік…» (1883), «Илюстрований калєндарь Товариства „Просвіта“ на рік…» (1884–95) та ін. 
Редакторами цих видань були: Омелян Партицький (1870), Юліян Целевич (1872), Юліян Романчук (1880), В. Лукич (В. Левицький; 1881–87, 1893), Кость Паньківський (1888–90), В. Левицький (1891–92, 1894–95; 1902), Петро Огоновський, Кость Левицький (1896—1897), О. Борковський (1898—1901), К. Левицький, Кирило Кахникевич (1903–05), І. Петрушевич (1906—1907), Ярослав Веселовський (1908, 1915), Ю. Балицький (1909–14), В. Левицький (1916–18), Ф. Федорців (1922), Степан Шах (1923–25), Ф. Федорців, С. Шах (1926), Василь Мудрий (1927–32), Анатоль Курдидик, Ф. Дудко (1935), Іван Брик (1936–37), Юрій Шкрумеляк (1937–40). 
Всього опубліковано 60 річників. 
Їхні основні рубрики: календарна частина (історичний, астрономічний, церковний, жидівський календарі); інформаційна частина (про «прав'ячу» династію, курси валют, приписи і цінники поштових і телеграфних послуг тощо); повчально-забавна, а з 1880-х рр. — літературно-наукова частина (художні твори тощо); господарська частина (економічні поради), а також інформація про європейські держави й народи. Згодом з'являлися додаткові рубрики: лікарська; ветеринарія; педагогіка; наука тощо. 
Літературні частини календарів на 1892–1894 рр. вийшли окремими виданнями під назвами: «Рідний зільник», «Левада» і «Рідна стріха» (1894).